# 大門駅 (愛知県)
大門駅（だいもんえき）は、愛知県岡崎市大樹寺にある愛知環状鉄道線の駅である。駅番号は05。

## 歴史
- 1988年（昭和63年）1月31日：愛知環状鉄道の駅として開業[1][2]。
- 1989年（平成元年）度：ホームを2両分から4両分に延長[2]。
- 2003年（平成15年）12月8日：有人化（改札業務のみ）[3]。
- 2008年（平成20年）
  - 9月16日：切符の販売開始[3]。
  - 10月31日：階段屋根の設置[3]。
- 2019年（平成31年）3月2日：ICカード「TOICA」の利用が可能となる[4]。

## 駅構造
単式ホーム1面1線を有する高架駅。ホームはかつての新上挙母駅と同じように、複線用高架路盤の東側を利用して設置されている。
乗降客数の増加が続き、バリアフリー化の基準となる1日あたり3000人に近づいていることから、複線化の支障にならない位置にバリアフリー対応ホームを整備するため、岡崎市は2018年度にロータリーを移動させるための土地を取得している。ただし、複線化そのものは未定である。
窓口の営業時間は6:55 - 11:35、15:30 - 20:10である。

### のりば
| 路線            | 方向 | 行先       | ホーム長 |
| --------------- | ---- | ---------- | -------- |
| ■愛知環状鉄道線 | 上り | 岡崎方面   | 4両      |
| ■愛知環状鉄道線 | 下り | 高蔵寺方面 | 4両      |

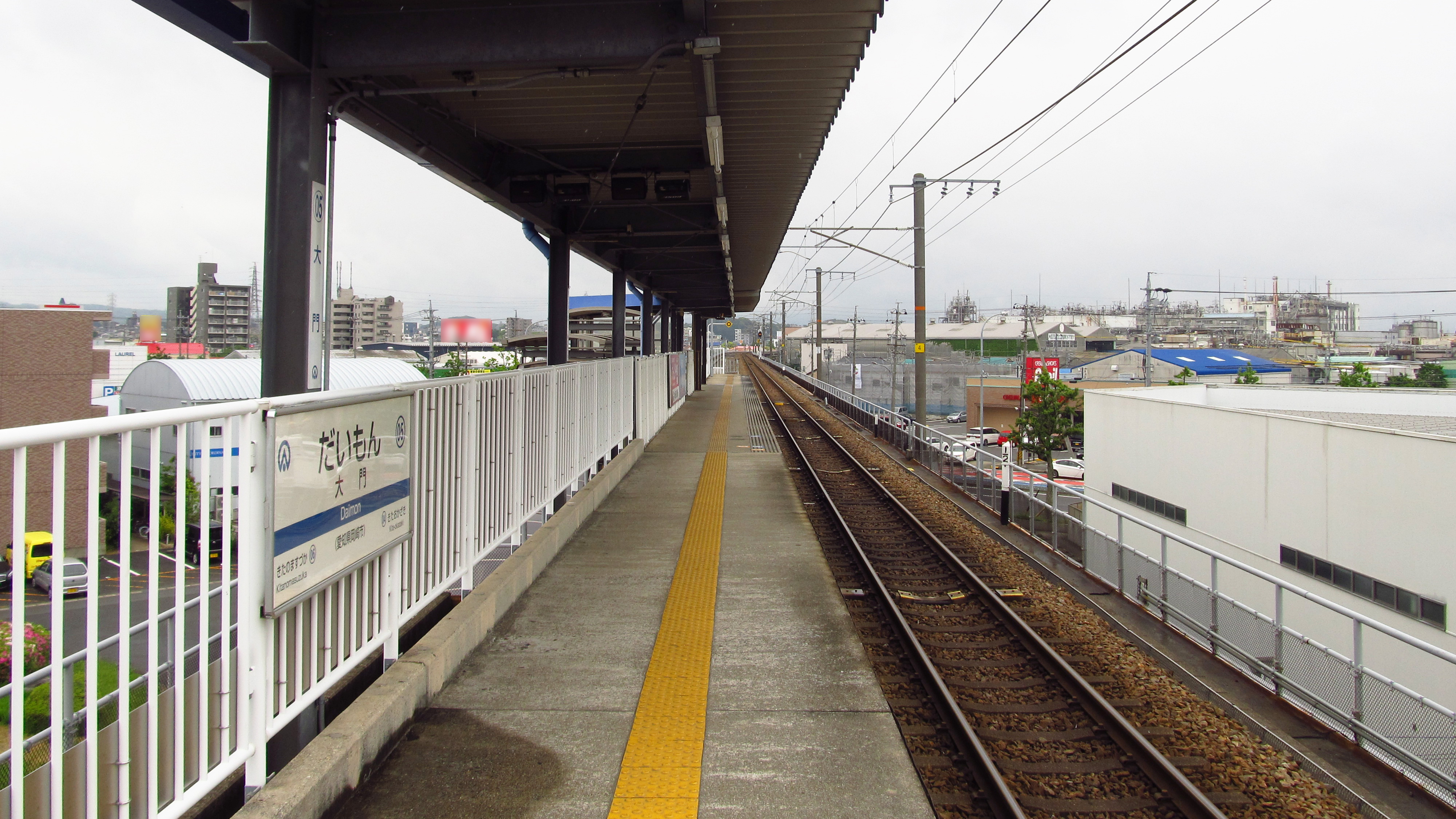
ホーム
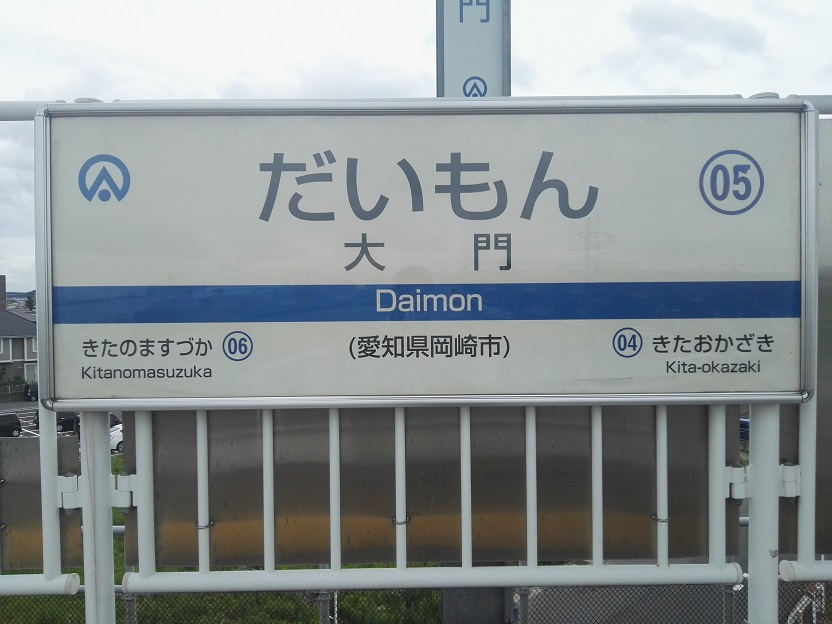
駅名標
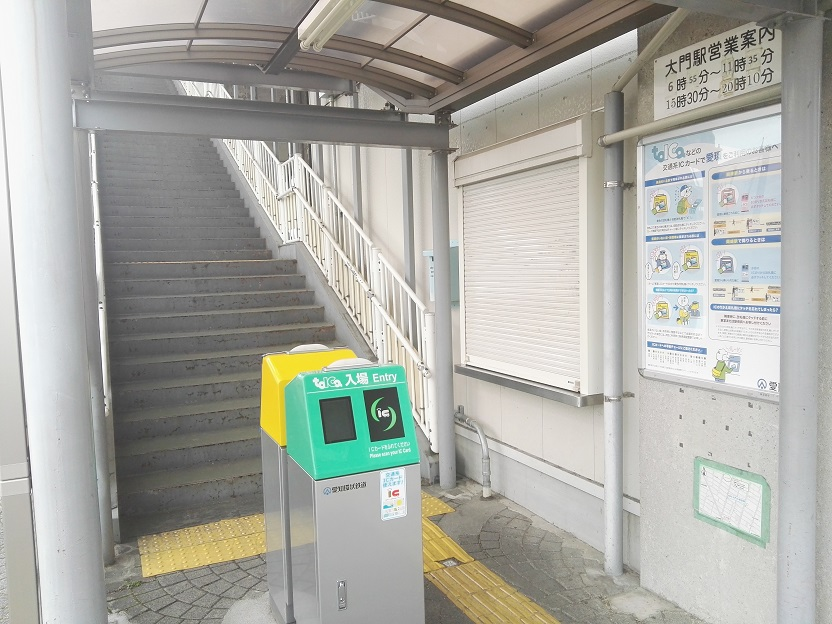
簡易TOICA改札機
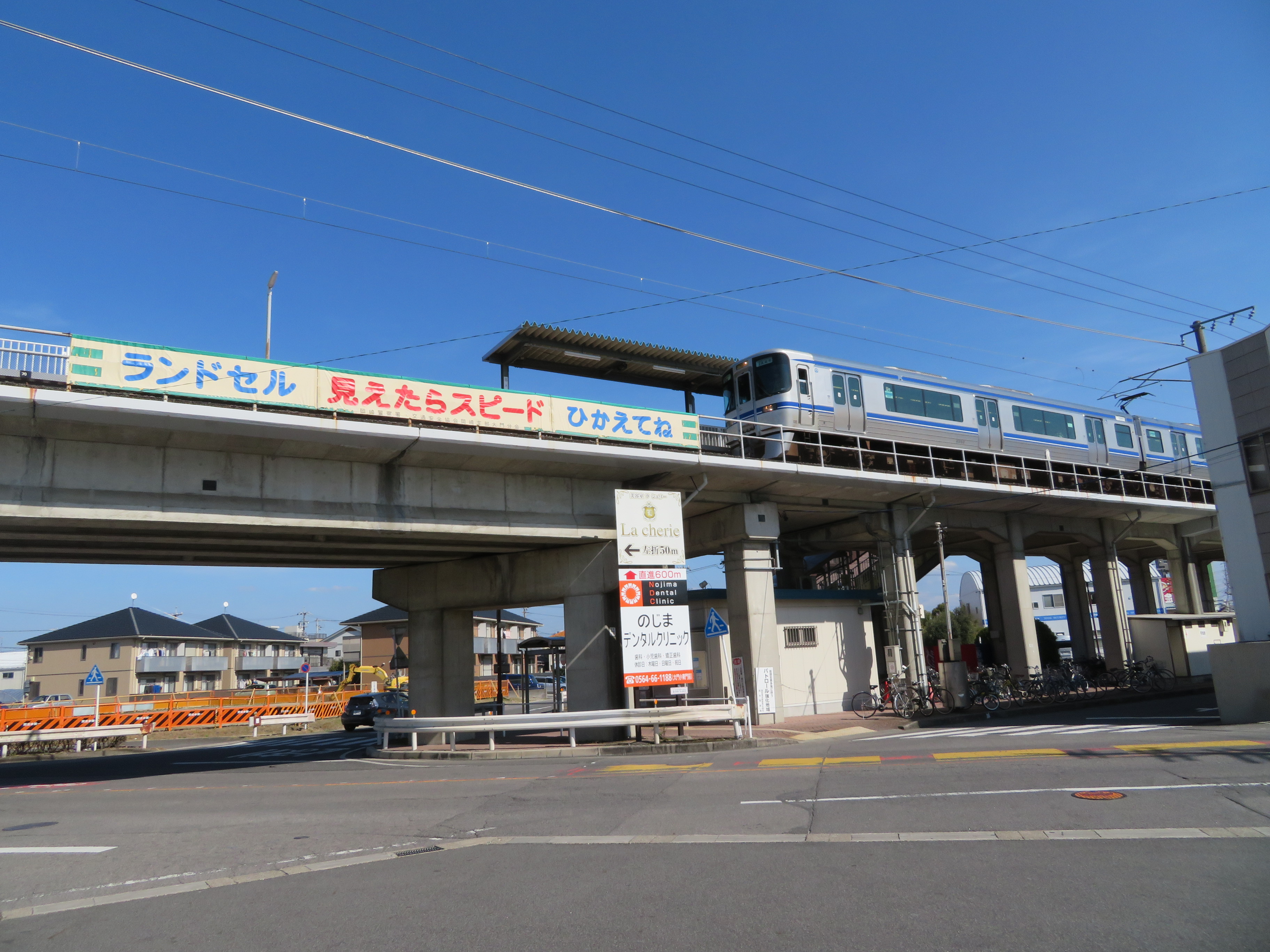
線路西側から見た大門駅

## 利用状況
「愛知県統計年鑑」、「岡崎市統計書」、「移動等円滑化取組報告書」によると、当駅の一日平均乗車人員は以下の通り推移している。
| 年度   | 1日平均 乗降人員 | 1日平均 乗車人員 |
| ------ | ---------------- | ---------------- |
| 2004年 |                  | 690              |
| 2005年 |                  | 722              |
| 2006年 |                  | 859              |
| 2007年 |                  | 861              |
| 2008年 |                  | 956              |
| 2009年 |                  | 966              |
| 2010年 |                  | 990              |
| 2011年 |                  | 953              |
| 2012年 |                  | 1,009            |
| 2013年 |                  | 1,105            |
| 2014年 |                  | 1,123            |
| 2015年 | 2,384            | 1,192            |
| 2016年 | 2,511            | 1,256            |
| 2017年 | 2,678            | 1,339            |
| 2018年 | 2,759            | 1,380            |
| 2019年 | 2,858            |                  |
| 2020年 | 2,186            |                  |

## 駅周辺

### 周辺の施設
- 大樹寺
- 国道248号
- 愛知県道26号岡崎環状線

### バス路線
名鉄バス
- 大樹寺・康生町・岡崎警察署前方面
  - 名鉄東岡崎駅行き、JR岡崎駅行き
- 鴨田南・大樹寺・岡崎北高前・小呂町方面
  - 市民病院行き、中央総合公園行き

## 隣の駅
愛知環状鉄道
■愛知環状鉄道線
北岡崎駅 - 大門駅 - 北野桝塚駅